# Lankesteria molgulidarum
Lankesteria molgulidarum is een soort in de taxonomische indeling van de Myzozoa, een stam van microscopische parasitaire dieren. Het organisme komt uit het geslacht Lankesteria en behoort tot de familie Lecudinidae. Lankesteria molgulidarum werd in 1965 ontdekt door Ormieres.